# Lipová (Volfířov)
Lipová (německy Lipowa) je malá vesnice, část obce Volfířov v okrese Jindřichův Hradec v Jihočeském kraji. Nachází se asi tři kilometry severovýchodně od Volfířova. Je zde evidováno 9 adres. V roce 2011 zde trvale žili čtyři obyvatelé.
Lipová leží v katastrálním území Řečice o výměře 6,56 km²

## Historie
První písemná zmínka o vesnici pochází z roku 1793.

## Obyvatelstvo
| Rok            | 1869 | 1880 | 1890 | 1900 | 1910 | 1921 | 1930 | 1950 | 1961 | 1970 | 1980 | 1991 | 2001 | 2011 | 2021 |
| -------------- | ---- | ---- | ---- | ---- | ---- | ---- | ---- | ---- | ---- | ---- | ---- | ---- | ---- | ---- | ---- |
| Počet obyvatel | 48   | 55   | 52   | 58   | 60   | 48   | 41   | 27   | 28   | 18   | 13   | 6    | 6    | 4    | 2    |
| Počet domů     | 9    | 9    | 10   | 9    | 9    | 9    | 9    | 9    | 9    | 9    | 6    | 9    | 9    | 9    | 9    |

## Obecní správa
Při sčítání lidu v letech 1850–1976 Lipová byla osadou obce Řečice, se kterým patřila nejprve do okresu Dačice, ale od roku 1960 v okrese Jindřichův Hradec. Od 30. dubna 1976 je částí obce Volfířov v okrese Jindřichův Hradec.

## Další fotografie

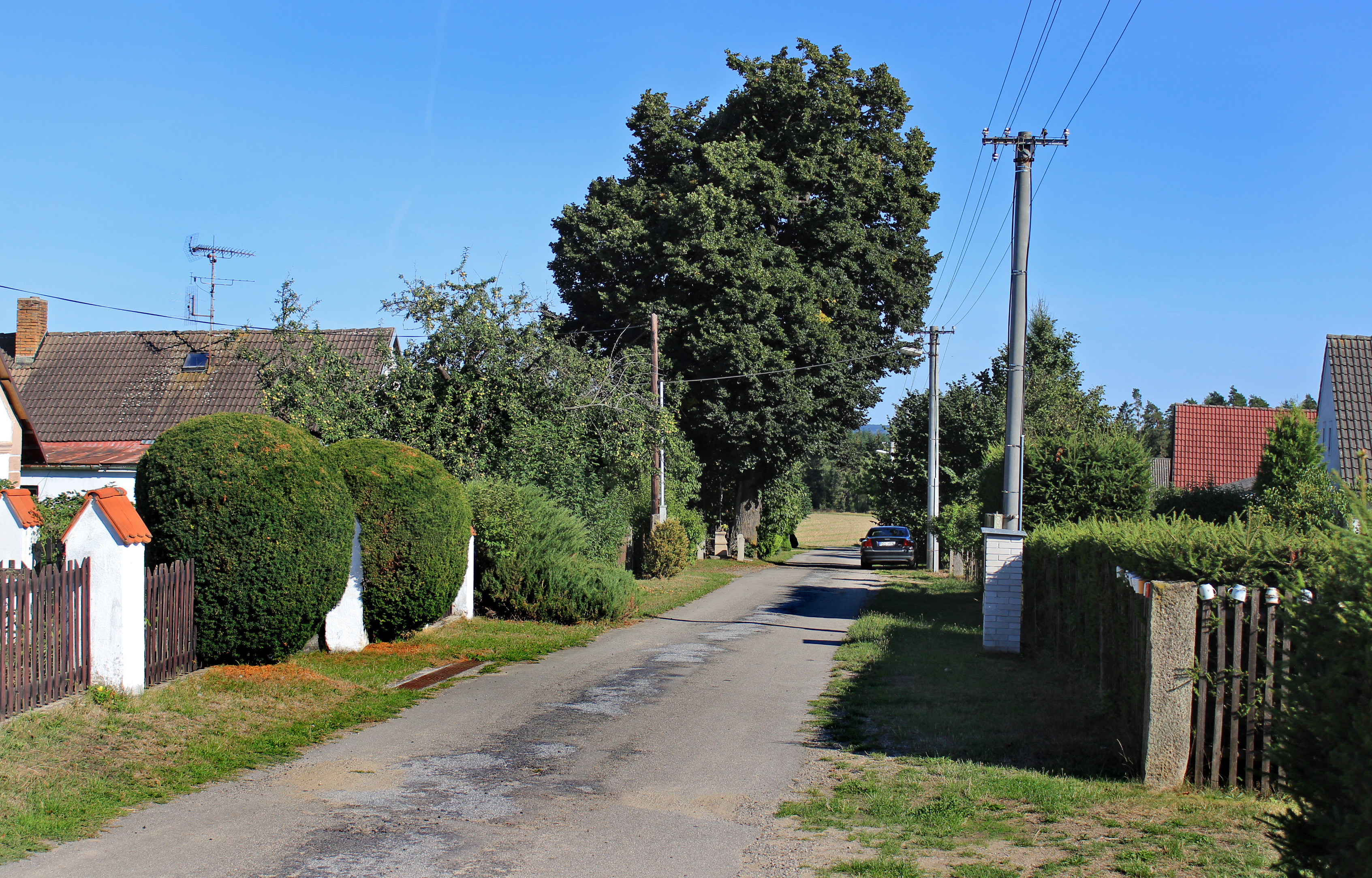
Jediná silnice v Lipové
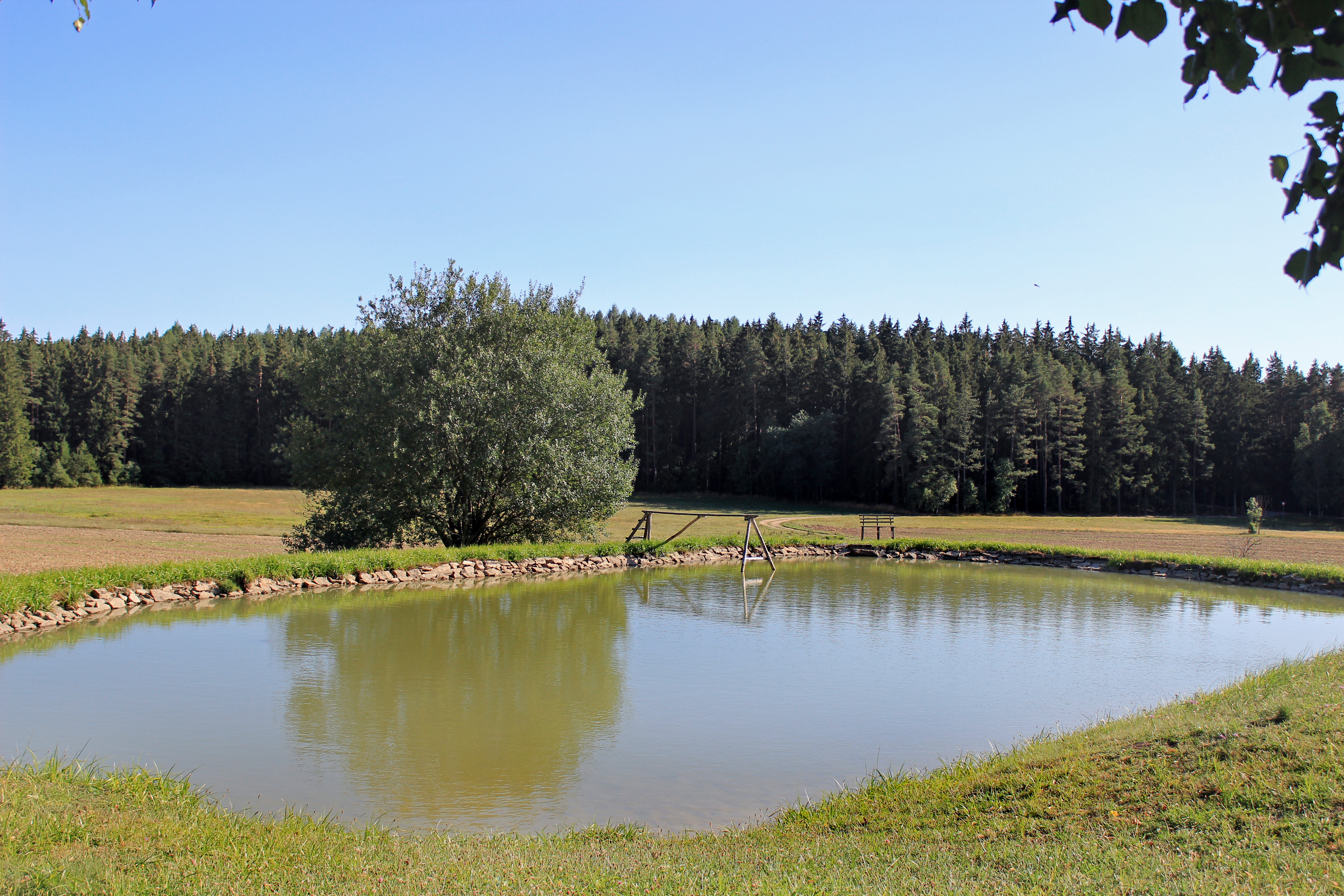
Rybník na východě vsi
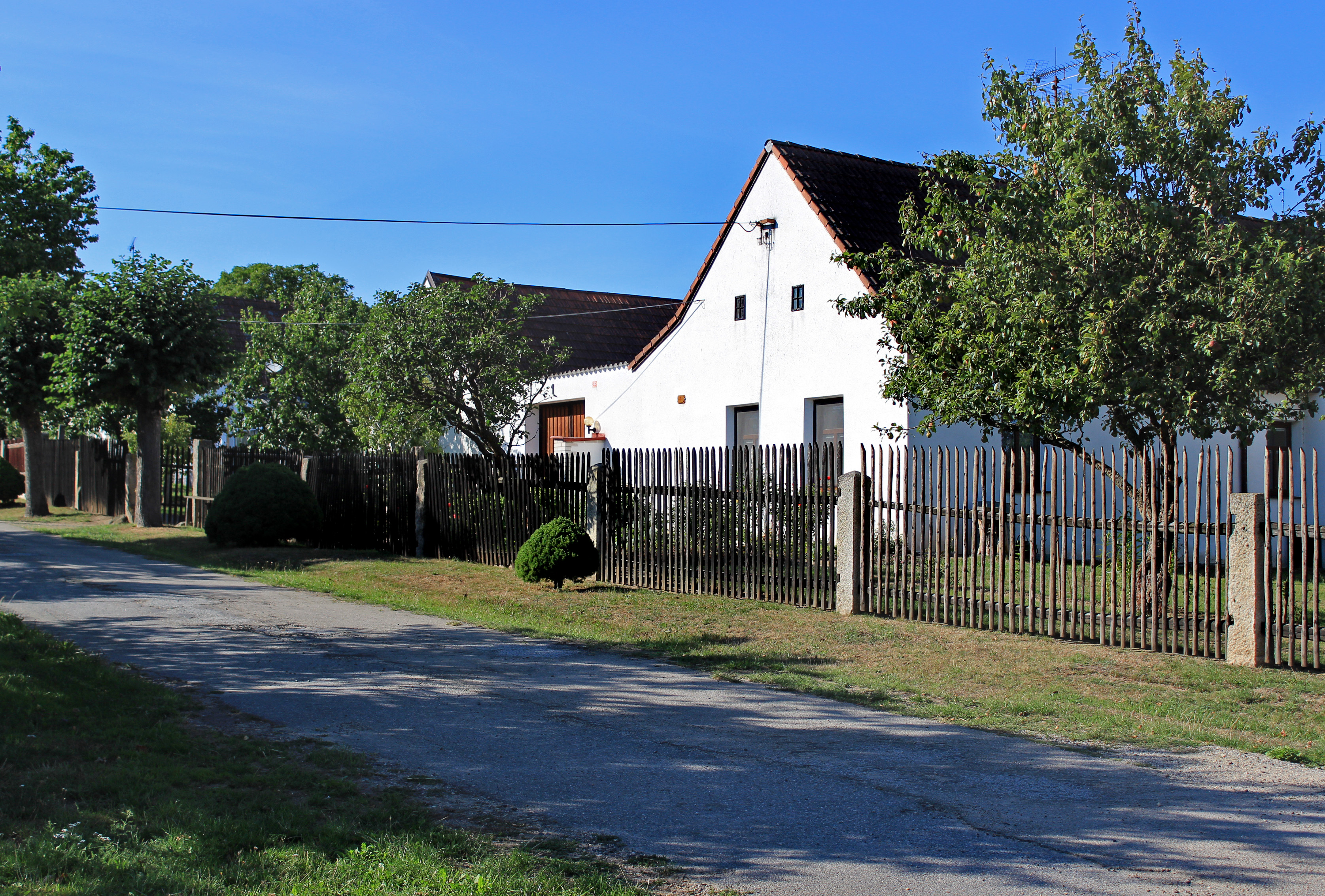
Dům čp. 1